# Mediterrâneo Oriental

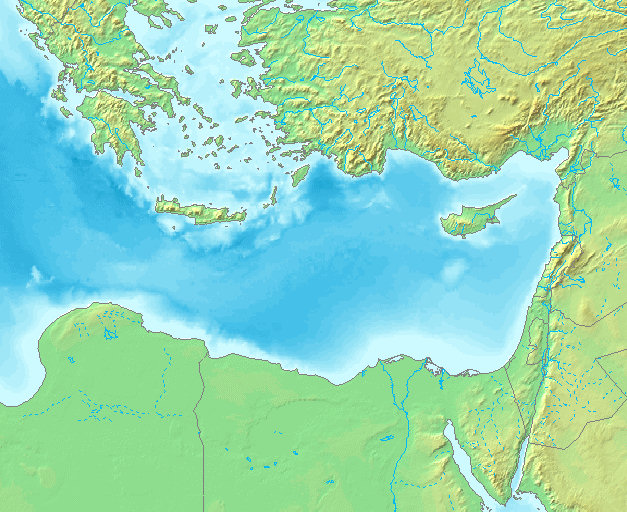
Mar Levantino

Mediterrâneo Oriental é a denominação dada à região do Levante, Anatólia, Grécia e Egito, banhada pelo mar Mediterrâneo. Tem essa denominação devido à localização, na costa leste do mar Mediterrâneo.
Suas populações compartilham não apenas a posição geográfica, mas também a culinária, certos costumes e uma longa história entrelaçada.